# Онцидиум
Онцидиумът (Oncidium) e род многогодишни растения от семейство Орхидеи. Абревиатурата на родовото име е Onc. Голяма част представители на род Онцидиум (Oncidium) са епифити, по-рядко литофити. Широко са разпространени в Централна и Южна Америка, южните части на Флорида и Карибите – Антилските острови. Срещат се в гори от различен тип от 0 до 4000 m надморска височина. Много представители на род Онцидиум (Oncidium) и хибриди с участието му са популярни стайни растения, а също широко представени в ботаническите градини. Oncidum altissimum и Oncidium baueri достигат височина 5 m, а Oncidum sarcodes – 3 m.

## Етимология и история на името
Oncidium altissimum е описан от шведския ботаник Петер Улоф Шварц през 1800 г. Латинското име на рода произлиза от гръцки – onkos – подутина, изпъкналост и eidos – вид, образец. Името е свързано с особеностите на устната на цвета на Онцидиума (Oncidium).

## Морфологично описание
Цветовете като правило са с различни оттенъци на жълтия, оранжев или кафяв цвят. Червеният цвят се среща много рядко, тъй като очите на повечето насекоми, опрашващи Онцидиум не са чувствителни към червения цвят (Van der Pijl and Dodson, 1966, Orchid Flowers – Their Pollination and Evolution).
По външни белези могат да се разделят на 3 групи:
- Първата е с ясно изразени зелени псевдобулби, с дълъг цветонос, гроздовидно разположени дребни цветове и характерна устна. Те са най-вече със златисто жълти цветове.
- Втората група е с изключително малки псевдобулби и изправени, заострени цилиндрични листа, служещи като резервоар за вода и хранителни запаси. Като размер могат да са от миниатюрни до гиганти с листа до 30 cm и цветонос, достигащ до 1 m, от чийто връх излиза цвета – предимно в жълто и кафяво. Тези видове, известни като хибриден клас, са определени като Psychopsis.
- Третият вид е класифиран като Tolumnia. Нямат псевдобулби, листата са ветрилообразно разположени с големина до 15 cm. Те служат за резервоар на хранителни вещества и вода. Тази група е с най-сложно устроени и красиви цветове. Cyrtochilum е друг род, в който са били прекласифицирани неотдавна много видове Онцидиуми. Особеност – всяка нова псевдобулба нараства в горната част на старата.

## Опазване на изчезващите видове
Всички видове на род Онцидиум (Oncidium) влизат в Приложение II Конвенции CITES. Целта на Конвенцията е да гарантира, че международната търговия с диви животни и растения няма да застраши тяхното естествено разпространие и начин на живот.

## Отглеждане
По температурни условия се делят на три основни групи.

### Хладнолюбиви видове
Oncidium flexuosum, Oncidium varicosum
- Летни температури – дневни 15 – 18 °C, нощни 7 – 15 °C.
- Зимни температури – дневни 10 – 15 °C, нощни 7 – 10 °C.

### Умерени видове
Oncidium sphacelatum, Oncidium cheirophorum, Oncidium splendidum
- Летни температури – дневни 18 – 25 °C, нощни 15 – 18 °C
- Зимни температури – дневни 18 – 20 °C, нощни 12 – 15 °C

### Топлолюбиви видове
Oncidium lanceanum, Oncidium stacyi
- Летни температури – дневни 20 – 25 °C, нощни 18 – 20 °C
- Зимни температури – дневни 20 – 25 °C, нощни 18 – 20 °C

## Субстрат
Могат да се отглеждат окачени на блок или кора, в мрежести кошнички за епифити, пластмасови и керамични саксии. Субстратът обикновено е смес от борови кори средна фракция (парченца от 0,5 до 1 cm), перлит и въглен. Може също да се използва смес от борови кори, също средна фракция със сфагнум мъх в съотношение 4:1. Повечето видове и хибриди не понасят преполиването, корените трябва да изсъхват напълно преди ново поливане. Предпочитат мека вода, лошо понасят засоляването на субстрата. Въздушната влажност е в зависимост от изискванията на вида, но в общия случай е около 40%. Движението на въздуха или доброто проветряване е от съществено значение за развитието на здраво растение, както и намалява риска от бактериални и гъбични инфекции. Желателно е наличието на вентилатор в помещения, където се отглежда Онцидиум (Oncidium).

## Систематика
Много от видовете Онцидиум са наново класифицирани в последните години, систематиката на рода е неусточива. В последните десетилетия, с появата на нови методи на изследване, голяма част от видовете на род Онцидиум (Oncidium) са се отделили или се отделят на по-малки родове: Psygmorchis, Tolumnia, Caucaea, Chelyorchis, Cyrtochilum, Cyrtochiloides, Otoglossum, Psychopsis, Psychopsiella, Trichocentrum и Zelenkoa.
По последни данни изредените видове са включени в: Cochlioda, Collarestuartense, Mexicoa, Miltonioides, Odontoglossum, Sigmatostalix, Solenidiopsis и Symphyglossum в род Oncidium. Видовете, по-рано отнасящи се към Онцидиум (Oncidium) от родове Lophiaris и Cohniella в род Trichocentrum. Видовете от род Psygmorchis и Oncidium cristagalli преминават в род Erycina.

## Видове
- Oncidium aberrans (Brazil – Paraná).
- Oncidium abortivum (N. Venezuela to Ecuador).
- Oncidium abruptum (Colombia to Ecuador).
- Oncidium acinaceum (Ecuador to Peru).
- Oncidium acrochordonia (Colombia).
- Oncidium adelaidae (Colombia).
- Oncidium advena (N. Venezuela).
- Oncidium albini (Brazil – Paraná).
- Oncidium alcicorne (Colombia).
- Oncidium allenii (Panama).
- Oncidium aloisii (Ecuador).
- Oncidium altissimum: „Wydler's Dancing-lady Orchid“ (Jamaica).
- Oncidium amabile (Brazil).
- Oncidium amictum (SE. Brazil).
- Oncidium amoenum (Mexico).
- Oncidium ampliatumLindl. (Panama) (синоним на Chelyorchis ampliata  (Lindl.) Dressler & N.H.Williams in G.A.Romero & G.Carnevali, 2000 )
- Oncidium andradeanum (Ecuador to Peru).
- Oncidium andreae (Colombia).
- Oncidium andreanum (SW. Mexico).
- Oncidium angustisegmentum (Peru).
- Oncidium × ann-hadderae (O. haitiense × O. variegatum) (Dominican Republic).
- Oncidium anomalum (Colombia).
- Oncidium ansiferum (C. America to Colombia).
- Oncidium anthocrene (Colombia to Ecuador).
- Oncidium antioquiense (Colombia).
- Oncidium ariasii (Peru).
- Oncidium arizajulianum (Dominican Republic) (синоним на Tolumnia arizajuliana)
- Oncidium armillare (W. South America to N. Venezuela).
- Oncidium aspecum (Peru).
- Oncidium auricula (SE. Brazil).
- Oncidium auriferum (Colombia to NW. Venezuela).
- Oncidium aurorae (Peru).
- Oncidium ayabacanum (Peru).
- Oncidium baccatum (Venezuela).
- Oncidium bahiense (Cogn.) Schltr (NE Brasil)
- Oncidium barbaceniae (Brazil – Minas Gerais).
- Oncidium barbatum (Brazil to Bolivia).
- Oncidium batemannianum (Brazil to Peru).
- Oncidium baueri (Trop. America).
- Oncidium bennettii (Peru).
- Oncidium bicolor (NE. Venezuela to Brazil).
- Oncidium bidentatum (Ecuador).
- Oncidium bifolium (Brazil to N. Argentina).
- Oncidium blanchetii (E. & S. Brazil.).
- Oncidium boothianum (Venezuela to Ecuador).
- Oncidium brachyandrum (Mexico)
- Oncidium brachystachys (Colombia).
- Oncidium brachystegium (Bolivia).
- Oncidium bracteatum (Costa Rica to Colombia).
- Oncidium braunii (Trop. America) (?).
- Oncidium brevilabrum (Colombia.
- Oncidium brunleesianum (Brazil – Rio de Janeiro).
- Oncidium brunnipetalum (S. Brazil).
- Oncidium bryocladium (Colombia).

- Oncidium bryolophotum (Costa Rica to Panama).
- Oncidium buchtienii (Bolivia).
- Oncidium bustosii Königer (Ecuador)
- Oncidium calanthum (Ecuador to Peru).
- Oncidium callistum (Colombia).
- Oncidium calochilum (Cayman Is., Cuba, Dominican Republic) (синоним наTolumnia calochila)
- Oncidium caminiophorum (N. Venezuela).
- Oncidium cardiostigma (Mexico).
- Oncidium × cassolanum (O. cornigerum]] × O. riograndense) (S. Brazil).
- Oncidium caucanum (Colombia).
- Oncidium cebolleta (Mexico to Brazil) (синоним на: Trichocentrum cebolleta  (Jacq.) M.W.Chase & N.H.Williams, 2001
- Oncidium chapadense (Brazil – Goiás).
- Oncidium cheirophorum (Mexico – Chiapas to Colombia).
- Oncidium chrysomorphum (Colombia to N. Venezuela).
- Oncidium chrysops (Mexico – Guerrero, Oaxaca).
- Oncidium chrysopteranthum (Brazil).
- Oncidium chrysopterum (WC. Brazil to Bolivia).
- Oncidium chrysothyrsus (SE. Brazil)
- Oncidium ciliatum (SE. Brazil).

- Oncidium citrinum (Trinidad to Venezuela).
- Oncidium cogniauxianum (SE. Brazil).
- Oncidium × colnagoi.(O. forbesii × O.) (SE. Brazil).
- Oncidium coloratum (Brazil – Espírito Santo) (синоним на Carria colorata]] (Königer & J.G.Weinm.bis) V.P.Castro & K.G.Lacerda 2005)
- Oncidium compressicaule (Haiti) (синоним на Tolumnia compressicaulis)
- Oncidium concolor (Brazil to NE. Argentina).
- Oncidium cornigerum (SE. & S. Brazil to Paraguay).
- Oncidium crassopterum (Peru).
- Oncidium crispum (SE. Brazil).
- Oncidium cristatellum (Brazil to Ecuador).
- Oncidium croesus (Brazil – Rio de Janeiro).
- Oncidium cruciferum (Peru).
- Oncidium cultratum (Ecuador).
- Oncidium curtum (Brazil – Rio de Janeiro).

- Oncidium cycnicolle (Colombia to Ecuador).
- Oncidium dactyliferum (Venezuela to Ecuador).
- Oncidium dactylopterum (Colombia).
- Oncidium dasytyle (Brazil – Rio de Janeiro).
- Oncidium decorum (Colombia).
- Oncidium deltoideum (N. Peru).
- Oncidium dichromaticum (Costa Rica to Colombia).
- Oncidium disciferum (Bolivia).
- Oncidium discobulbon (Peru).
- Oncidium divaricatum (SE. Brazil).
- Oncidium donianum (Brazil – São Paulo).
- Oncidium drepanopterum (Ecuador).
- Oncidium durangense (Mexico – Durango).
- Oncidium duveenii (Brazil).
- Oncidium echinophorum (Brazil – Rio de Janeiro).
- Oncidium echinops (Ecuador).
- Oncidium edmundoi (Brazil).

- Oncidium edwallii (Brazil to NE. Argentina).
- Oncidium elephantotis (NW. Venezuela to Ecuador).
- Oncidium emilii (Paraguay).
- Oncidium enderianum (SE. Brazil).
- Oncidium endocharis (Mexico – Chiapas to C. America).
- Oncidium ensatum: 'Latin American Orchid']] (S. Mexico to NW. Venezuela).
- Oncidium erucatum (Ecuador).
- Oncidium estradae (Ecuador).
- Oncidium eurycline (SE. Brazil).
- Oncidium exalatum (Panama).
- Oncidium exasperatoides (Peru).
- Oncidium excavatum (C. America to Peru).
- Oncidium fasciculatum (Mexico – Oaxaca, Chiapas to Guatemala).
- Oncidium fasciferum (Peru).
- Oncidium fimbriatum (Brazil to NE. Argentina).
- Oncidium flexuosum (E. & S. Brazil to NC. Argentina).
- Oncidium floridanum: 'Florida Orchid']] (S. Florida to Cuba).
- Oncidium × floride-phillipsae (O. prionochilum]] × O. variegatum) (Leeward Is.).
- Oncidium forbesii (Brazil – Minas Gerais).
- Oncidium formosissimum (Ecuador to Peru).
- Oncidium fragae (Brazil – Rio de Janeiro).
- Oncidium fuscans (Brazil – Minas Gerais).
- Oncidium fuscatum (Ecuador to Peru).
- Oncidium fuscopetalum (WC. Brazil).

- Oncidium gardneri (Ecuador, SE. Brazil).
- Oncidium × gardstyle (O. dasystyle]] × O. gardneri) (Brazil – Rio de Janeiro).
- Oncidium gauntlettii (Jamaica) (синоним на Tolumnia gauntlettii)
- Oncidium geertianum (C. & SW. Mexico).
- Oncidium gilvum (SE. Brazil).
- Oncidium gracile (SE. Brazil).
- Oncidium graciliforme (C.Panama).
- Oncidium gracillimum (Colombia).
- Oncidium graminifolium (Mexico to C. America).
- Oncidium gravesianum (E. Brazil).
- Oncidium guianense (Hispaniola) (синоним на Tolumnia guianensis)
- Oncidium guibertianum (Cuba) (синоним на Tolumnia guibertiana)
- Oncidium guttatum (Mexico to Colombia and Caribbean) (синоним на Tolumnia guttata)
- Oncidium gyrobulbon (Ecuador).
- Oncidium hagsaterianum (Mexico to Guatemala).
- Oncidium haitiense (Hispaniola) (синоним на Tolumnia haitensis)
- Oncidium hannelorae (Windward Is.-(Dominica).
- Oncidium hapalotyle (Colombia to Ecuador).
- Oncidium harrisonianum (SE. Brazil).
- Oncidium hastatum (Mexico).
- Oncidium hastilabium (W. South America).
- Oncidium hatschbachii (Brazil – Paraná).

- Oncidium helgae (Ecuador).
- Oncidium herzogii (Bolivia to NW. Argentina).
- Oncidium heteranthum (S. Trop. America).
- Oncidium hians (Peru, SE. Brazil).
- Oncidium hieroglyphicum (Peru).
- Oncidium hintonii (N. & SW. Mexico).
- Oncidium hirtzii (Ecuador – Napo).
- Oncidium hookeri (SE. & S. Brazil.
- Oncidium hydrophilum (Brazil to Paraguay).
- Oncidium hyphaematicum (W. South America).
- Oncidium imitans (Costa Rica).
- Oncidium imperatoris-maximiliani (Brazil – Rio de Janeiro).
- Oncidium incurvum (Mexico – Veracruz to Chiapas).

- Oncidium inouei (Peru).
- Oncidium insigne (Brazil).
- Oncidium ionopterum (Peru – Cajamarca).
- Oncidium iricolor (Trop. America) (?).
- Oncidium isidrense (Peru).
- Oncidium isopterum (Brazil – Minas Gerais).
- Oncidium isthmii (Costa Rica to Panama).
- Oncidium kautskyi (Brazil).
- Oncidium klotzschianum (Costa Rica to Venezuela and Peru).
- Oncidium kraenzlinianum (Brazil).
- Oncidium kramerianum (Costa Rica to Suriname and Ecuador) (синоним на Psychopsis krameriana)
- Oncidium lancifolium (Ecuador).
- Oncidium leinigii (Brazil).
- Oncidium leleui (SW. Mexico).
- Oncidium lentiginosum (Colombia to N. Venezuela).
- Oncidium leopardinum (Peru).
- Oncidium lepidum (Ecuador).
- Oncidium lepturum (Bolivia).
- Oncidium leucochilum (SE. Mexico to Guatemala).
- Oncidium lietzei (SE. Brazil).
- Oncidium ligiae (Colombia).
- Oncidium lindleyi (S. Mexico to Guatemala).
- Oncidium lineoligerum (N. Peru).
- Oncidium litum (SE. Brazil).
- Oncidium loechiloides (Venezuela).
- Oncidium loefgrenii (SE. & S. Brazil).
- Oncidium longicornu (Brazil to NE. Argentina.
- Oncidium longipes (Brazil to NE. Argentina).
- Oncidium lucasianum (Peru – Cajamarca).
- Oncidium lucayanum (Bahamas) (синоним на Tolumnia lucayana)
- Oncidium luteum (Costa Rica).
- Oncidium lykaiosii (Bolivia).
- Oncidium macronyx (Brazil).
- Oncidium macropetalum (WC. Brazil)
- Oncidium maculatum (Mexico to C. America).
- Oncidium maculosum (Brazil – Minas Gerais.
- Oncidium magdalenae (NW. Venezuela – Mérida).
- Oncidium maizifolium (Colombia to NW. Venezuela).
- Oncidium majevskyi (Brazil).
- Oncidium mantense Dodson & R.Estrada (Ecuador)
- Oncidium mandonii (Bolivia).
- Oncidium marshallianum (SE. Brazil).
- Oncidium martianum (SE. & S. Brazil).
- Oncidium mathieuanum (Ecuador to Peru).
- Oncidium megalopterum (SE. Brazil).
- Oncidium melanops (Ecuador).
- Oncidium micropogon (Brazil).
- Oncidium micropogon var. micropogon (S. Brazil). Pseudobulb epiphyte
- Oncidium microstigma (C. & SW. Mexico).
- Oncidium millianum (Colombia).
- Oncidium miserrimum (Colombia to NW. Venezuela).
- Oncidium morenoi (Brazil) (синоним на Trichocentrum morenoi (Dodson & Luer) M.W.Chase & N.H.Williams, 2001 )
- Oncidium nebulosum (Colombia).
- Oncidium niesseniae (Colombia).
- Oncidium nigratum (Colombia to Guyana).
- Oncidium obryzatoides (Costa Rica to Ecuador).
- Oncidium ochmatochilum]] (SE. Mexico to Peru). Oncidium ochmatochilum
- Oncidium ochthodes (Ecuador).
- Oncidium oliganthum (Mexico – Oaxaca, Chiapas to El Salvador).
- Oncidium orbatum (Colombia).
- Oncidium ornithocephalum (Colombia).
- Oncidium ornithopodum (Trop. America) (?).
- Oncidium ornithorhynchum (Mexico to C. America).
- Oncidium orthostates (S. Venezuela to Guyana and Brazil). This species has been redefined as Nohawilliamsia pirarense  (Rchb. f.), M.W. Chase & Whitten
- Oncidium orthostatoides (Peru).
- Oncidium ototmeton (Bolivia).
- Oncidium ouricanense (Brazil – Bahia).
- Oncidium panamense (Panama).
- Oncidium panduratum (Colombia.
- Oncidium panduriforme (Costa Rica).
- Oncidium papilio (Panama to S. Trop. America and Trinidad) (синоним на  Psychopsis papilio)
- Oncidium paranaense (Brazil to Argentina – Misiones).
- Oncidium paranapiacabense (Brazil – São Paulo).
- Oncidium pardalis (N. Venezuela).
- Oncidium pardoglossum (Trop. America) (?).
- Oncidium pardothyrsus (Ecuador to Peru).
- Oncidium parviflorum (Costa Rica to Panama).
- Oncidium pectorale (Brazil – Rio de Janeiro).
- Oncidium pelicanum (Mexico – Guerrero, Oaxaca).
- Oncidium peltiforme (Ecuador).
- Oncidium pentadactylon (W. South America).
- Oncidium pergameneum (NC. & SE. Mexico to C. America).
- Oncidium pictum (W. South America).
- Oncidium picturatum (N. Venezuela).
- Oncidium pirarene (Guyana).
- Oncidium planilabre (W. South America).
- Oncidium platychilum (Colombia to Ecuador).
- Oncidium platyglossum (Colombia).
- Oncidium pollardii (Mexico – Oaxaca).
- Oncidium polyadenium (Ecuador to N. Peru).
- Oncidium polyodontum (SE. Brazil).
- Oncidium portillae (Ecuador).
- Oncidium posadarum (Colombia).
- Oncidium powellii (Panama).
- Oncidium praetextum (SE. Brazil).
- Oncidium prionochilum (Puerto Rico to Virgin Is.) (синоним на Tolumnia prionochila)
- Oncidium pubes (Colombia, SE. Brazil to NE. Argentina).
- Oncidium pulchellum (Jamaica) (синоним на Tolumnia pulchella)
- Oncidium pulvinatum (Brazil to NE. Argentina).
- Oncidium punctulatum (Panama).
- Oncidium pyramidale (W. South America).
- Oncidium pyxidophorum (Trop. America) (?).
- Oncidium quadrilobum (Hispaniola) (синоним на Tolumnia quadriloba)
- Oncidium raniferum (SE. Brazil).
- Oncidium reductum (Bolivia).
- Oncidium reflexum (SW. Mexico)
- Oncidium regentii V.P.Castro & G.F.Carr (2005) (Brazil)
- Oncidium reichenbachii (Colombia to NW. Venezuela).
- Oncidium remotiflorum (Brazil).
- Oncidium retusum (Peru).
- Oncidium rhinoceros (Trop. America) (?).
- Oncidium riograndense (S. Brazil to NE. Argentina.
- Oncidium riopalenqueanum (Ecuador).
- Oncidium riviereanum (Brazil).
- Oncidium robustissimum (Brazil).
- Oncidium rodrigoi (Colombia).
- Oncidium rostrans (Colombia).
- Oncidium rutkisii (Venezuela).
- Oncidium sanderae (Peru – Huánuco) (синоним на Psychopsis sanderae)
- Oncidium sarcodes]] (SE. Brazil).
- Oncidium saxicola (Colombia).
- Oncidium schillerianum (Peru).
- Oncidium schmidtianum (Trop. America) (?).
- Oncidium schunkeanum (Brazil).
- Oncidium schwambachiae (Brazil).
- Oncidium sclerophyllum (Costa Rica).
- Oncidium × scullyi (O. curtum]] × O. gravesianum) (SE. Brazil).
- Oncidium sellowii (Brazil).
- Oncidium semele (Ecuador).
- Oncidium sessile (Venezuela to Peru).
- Oncidium silvanoi (Peru).
- Oncidium silvanum (Brazil).
- Oncidium spegazzinianum (Argentina – Misiones).
- Oncidium sphacelatum (Mexico to C. America, SE. Venezuela).
- Oncidium sphegiferum (Brazil – Rio de Janeiro).
- Oncidium stelligerum (SW. Mexico).
- Oncidium stenobulbon (Costa Rica).
- Oncidium stenotis (Costa Rica to Ecuador).
- Oncidium storkii (Costa Rica).
- Oncidium suave (C. & SW. Mexico, El Salvador).
- Oncidium subcruciforme (Nicaragua).
- Oncidium suttonii (Mexico – Chiapas to El Salvador).
- Oncidium swartzii (Windward Is.- Martinique).
- Oncidium sylvestre (Cuba to Haiti) (синоним на Tolumnia sylvestris)
- Oncidium tectum (Colombia).
- Oncidium tenellum (French Guiana).
- Oncidium tenuipes (Guatemala).
- Oncidium tetrotis (Colombia).
- Oncidium tigratum (Ecuador to Peru).
- Oncidium tigrinum (C. & SW. Mexico).
- Oncidium tipuloides (Peru).
- Oncidium toachicum (Ecuador).
- Oncidium trachycaulon (Colombia to Ecuador).
- Oncidium trichodes (N. Brazil).
- Oncidium trilobum (Peru).
- Oncidium trinasutum (Ecuador).
- Oncidium triquetrum (Jamaica) (синоним на Tolumnia triquetra)
- Oncidium trulliferum (Brazil – Rio de Janeiro).
- Oncidium truncatum (Brazil – Mato Grosso).
- Oncidium tsubotae (Colombia).
- Oncidium tuerckheimii (Cuba to Hispaniola) (синоним на Tolumnia tuerckheimii)
- Oncidium unguiculatum (C. & SW. Mexico).
- Oncidium unicolor (SE. Brazil).
- Oncidium uniflorum (SE. & S. Brazil).
- Oncidium urophyllum (Lesser Antilles) (синоним на Tolumnia urophylla)
- Oncidium usneoides (Cuba) (синоним на Tolumnia usneoides)
- Oncidium varicosum (Brazil to N. Argentina).

- Oncidium variegatum (S. Florida to Caribbean) (синоним на Tolumnia variegata)
  - Oncidium variegatum subsp. bahamense (S. Florida to Bahamas) (синоним на Tolumnia bahamensis)
  - Oncidium variegatum subsp. leiboldii (Cayman Is. to Cuba) (синоним на Tolumnia leiboldii)
  - Oncidium variegatum subsp. scandens (Haiti) (синоним на Tolumnia scandens)
  - Oncidium variegatum subsp. velutinum (Cuba) (синоним на Tolumnia velutina)
- Oncidium vasquezii (Bolivia).
- Oncidium venustum (Brazil).
- Oncidium vernixium (Ecuador).
- Oncidium verrucosissimum (Paraguay to NE. Argentina).
- Oncidium versteegianum (Suriname to Ecuador) (синоним на Psychopsis versteegiana)
- Oncidium viperinum (Bolivia to NW. Argentina).
- Oncidium virgulatum (Colombia to Ecuador).
- Oncidium volvox (NW. & N. Venezuela).
- Oncidium warmingii (S. Venezuela to Brazil).
- Oncidium warszewiczii (Costa Rica to Colombia).
- Oncidium weddellii (Bolivia).
- Oncidium welteri (Brazil – São Paulo).
- Oncidium wentworthianum (Mexico – Chiapas to El Salvador).
- Oncidium wheatleyanum (Brazil).
- Oncidium widgrenii (SE. & S. Brazil to Paraguay).
- Oncidium williamsii (Bolivia).
- Oncidium xanthocentron (Colombia).
- Oncidium xanthornis (NW. Venezuela to Ecuador).
- Oncidium zappii (Brazil).